# جوونال آگنرو
جوونال آگنرو (فرانسوی: Juvenal Agnero‎؛ زادهٔ ۲۹ دسامبر ۱۹۹۸) بازیکن فوتبال اهل ساحل عاج است.

## تیم ملی
وی همچنین در تیم ملی فوتبال Ivory Coast U20 بازی کرده‌است.